# Agarak (Lorri)
Agarak – wieś w Armenii, w prowincji Lorri. W 2011 roku liczyła 1155 mieszkańców.